# Municipio de Valley (condado de Ouachita)
El municipio de Valley (en inglés: Valley Township) es un municipio ubicado en el condado de Ouachita en el estado estadounidense de Arkansas. En el año 2010 tenía una población de 1291 habitantes y una densidad poblacional de 11,39 personas por km².

## Geografía
El municipio de Valley se encuentra ubicado en las coordenadas 33°41′34″N 92°45′56″O / 33.69278, -92.76556. Según la Oficina del Censo de los Estados Unidos, el municipio tiene una superficie total de 113.38 km², de la cual 112,99 km² corresponden a tierra firme y (0,35 %) 0,4 km² es agua.

## Demografía
Según el censo de 2010, había 1291 personas residiendo en el municipio de Valley. La densidad de población era de 11,39 hab./km². De los 1291 habitantes, el municipio de Valley estaba compuesto por el 78,7 % blancos, el 19,52 % eran afroamericanos, el 0,46 % eran amerindios, el 0,15 % eran asiáticos, el 0,15 % eran de otras razas y el 1,01 % eran de una mezcla de razas. Del total de la población el 1,39 % eran hispanos o latinos de cualquier raza.